# Sepioteuthis
Sepioteuthis Blainville, 1824 è un genere di molluschi cefalopodi dell'ordine Myopsida. Sono presenti nei mari tropicali e subtropicali dell'Atlantico occidentale e dell'Oceano Indiano e del Pacifico occidentale, attorno all'Australia e alla Tasmania. Si registrano specie anche nel Mar Mediterraneo.

## Descrizione

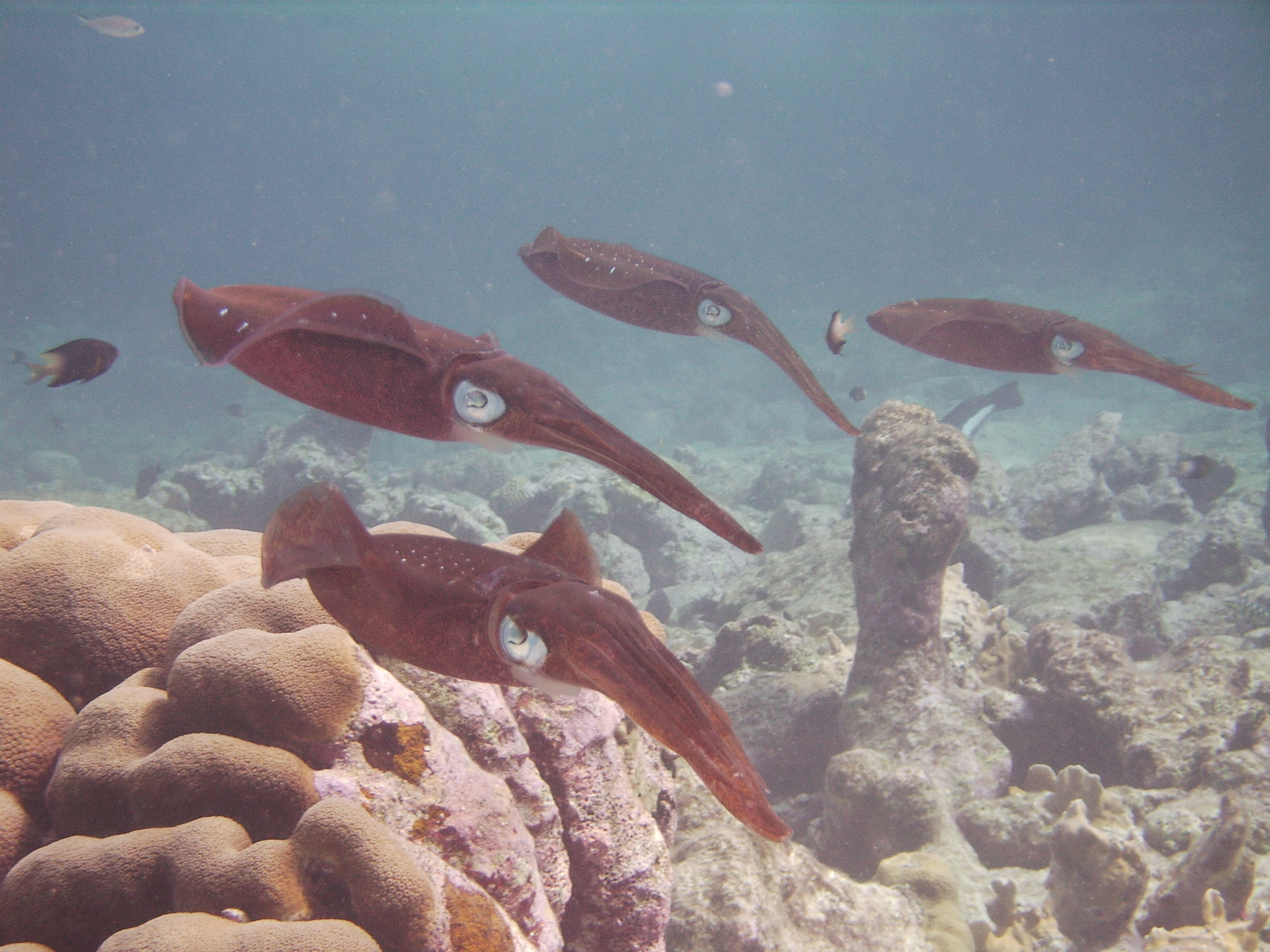
S. sepioidea

I membri del genere Sepioteuthis sono calamari di dimensioni medio-grandi, con una lunghezza massima del mantello di circa 42 cm.
Presentano un mantello largo e robusto, rastremato verso l'estremità posteriore arrotondata. Le estremità dei tentacoli (clave) hanno 4 serie di ventose e le ventose sulle braccia presentano uncini appuntiti lungo il margine.
Le pinne sono estese e avvolgono quasi tutta la lunghezza del mantello. Questo genere di calamari non presenta fotofori.

## Biologia
Le specie di Sepioteuthis abitano le acque costiere e si ritrovano comunemente su praterie marine, barriere coralline e fondali sabbiosi.

## Tassonomia
Il genere comprende le seguenti specie:
- Sepioteuthis australis Quoy & Gaimard, 1832
- Sepioteuthis lessoniana Lesson, 1831
- Sepioteuthis sepioidea Blainville, 1823